# Denílson Custódio Machado
Denílson Custódio Machado (Campos dos Goytacazes, 1943. március 28. – 2024. október 1.) brazil válogatott labdarúgó.
A brazil válogatott tagjaként részt vett az 1966-os világbajnokságon.

## Sikerei, díjai
Fluminense
- Brazil bajnok (1): 1970
- Carioca bajnok (4): 1964, 1969, 1971, 1973